# Parafia greckokatolicka Podwyższenia Krzyża Pańskiego w Wałczu
Parafia Podwyższenia Krzyża Pańskiego w Wałczu – parafia greckokatolicka w Wałczu w województwie zachodniopomorskim. Istnieje od 1959.
Obecnie należy do eparchii wrocławsko-koszalińskiej i wchodzi w skład dekanatu poznańskiego.

## Historia parafii
W 1947 roku w wyniku Akcji „Wisła” na te tereny zostały przymusowo przesiedleni grekokatolicy z południowo-wschodniej Polski. 
21 czerwca 1959 roku w Wałczu, ks. Teodor Marków odprawił pierwszą liturgię. Od 1959 roku są prowadzone księgi metrykalne. Świątynią miejscowych grekokatolików stała się dawna Ewangelicka kaplica szpitalna, która w 1994 roku została oficjalnie przekazana parafii. 
W latach 1997–2020 parafia była siedzibą dekanatu koszalińskiego. 21 stycznia 2004 roku w cerkwi odbyło się nabożeństwo ekumeniczne. 
Proboszczowie parafii
1959–1974. ks. Teodor Marków.
1974–1983. ks. Jarosław Hrebeniak.
1983–1985. ks. Włodzimierz Pyrczak.
1985–2001. ks. Bogdan Hałuszka.
2001. ks. Jan Seńków.
2001–2020. ks. Arkadiusz Trochanowski.
2020–nadal. ks. Paweł Poczekajło
Wikariusze parafii
1959–1969. ks. Michał Doczyło.
Powołania z terenu parafii
- ks. Roman Ferenc.
- ks. Jan Ferenc.
- ks. Bogdan Borowiec.
- ks. Zenon Walnyckyj.
- ks. Jan Mariak.

## Świątynia parafialna
Parafia posiada własną cerkiew przy ul. 12 Lutego 3, która była kiedyś ewangelicką kaplicą szpitalną (wybudowaną w latach 1923–1924). 
Została ona przebudowana w stylu bizantyjskim (kopuły, ikonostas), przy zachowaniu starego rzymskiego krucyfiksu w prezbiterium.